# Benoît Bertrand

Bischofswappen von Benoît Bertrand.

Benoît Bertrand (* 1. Juni 1960 in Nantes) ist ein französischer Geistlicher und römisch-katholischer Bischof von Pontoise.

## Leben
Benoît Bertrand nahm zunächst ein Pharmaziestudium auf und erwarb 1983 ein Diplom in Pathologie. Von 1986 bis 1991 studierte er am Päpstlichen Französischen Priesterseminar in Rom und empfing am 23. Juni 1990 in der Kathedrale von Nantes die Diakonenweihe und am 29. Juni 1991 ebenda durch Bischof Émile Marcus PSS das Sakrament der Priesterweihe für das Bistum Nantes.
Nach der Priesterweihe blieb er ein weiteres Jahr als Seminarpriester in Rom, wo er am Päpstlichen Institut Johannes Paul II. für Studien zu Ehe und Familie studierte. Von 1992 bis 1994 war er Studentenseelsorger in Nantes. 1995 wurde er an der Lateranuniversität zum Dr. theol. promoviert. Von 1994 bis 1996 lehrte er am interdiözesanen Priesterseminar in Angers und anschließend bis 2004 am interdiözesanen Priesterseminar in Nantes. Dieses Seminar leitete er von 2004 bis 2010 als Regens. Seit 2010 war er Generalvikar des Bistums Nantes.
Papst Franziskus ernannte ihn am 17. Januar 2019 zum Bischof von Mende. Die Bischofsweihe spendete ihm der Erzbischof von Montpellier, Pierre-Marie Carré, am 3. März desselben Jahres in der Kathedrale von Mende. Mitkonsekratoren waren der Bischof von Luçon, François Jacolin, und der Bischof von Nantes, Jean-Paul James.
Am 4. Juni 2024 ernannte ihn Papst Franziskus zum Bischof von Pontoise. Die Amtseinführung fand am 15. September desselben Jahres statt.